# アッパライナ
「アッパライナ」は、天晴れ！原宿の1枚目のメジャーシングル（インディーズを含めると通算4枚目）。2019年5月1日に日本コロムビアから発売された。

## 概要
- 発売当時のメンバーは、朝比奈れい、成実みく、藤宮めい、永堀ゆめ、七瀬れあ、工藤のか、藍井すずの7名。
- TYPE-A～TYPE-Eの5種類がありジャケットに違いがあるが、収録曲はすべて同じ。
- 2019年1月6日に渋谷クラブクアトロで行われた「天晴れ！原宿 東名阪ツアー 東京公演」で初披露された。
- 2019年4月19日のリリースイベント＠池袋ニコニコ本社でCDジャケット、4月25日のリリースイベント＠タワーレコード渋谷でMusic Videoが公開された。
- 「アッパライナ」は「Upper, Light up!」をネイティブに発音した言葉からできており、CDジャケットにも表記されている。また「燃え上がれ」という意味をもつ[1]。
- カッコイイ天晴れ！原宿になることをコンセプトに製作された[2]。

## 収録曲

### TYPE-A
（品番：COCA-17585　JAN：4549767062358）
1. アッパライナ　作詞：NOBE / 作曲：堀江晶太 / 編曲：堀江晶太 / 振付：HIROMI
2. 虹をかけろ！　作詞：bassy(Nyarons) / 作曲：bassy(Nyarons) / 編曲：bassy(Nyarons) / 振付：ゲッツ
3. カタ想ヒ　作詞：白夢伽夜(Merry Sleep) / 作曲：ねんね(Merry Sleep) / 編曲：Merry Sleep / 振付：HIROMI
4. アッパライナ (Instrumental)
5. 虹をかけろ！ (Instrumental)
6. カタ想ヒ (Instrumental)

### TYPE-B
（品番：COCA-17586　JAN：4549767062365）

### TYPE-C
（品番：COCA-17587　JAN：4549767062372）

### TYPE-D
（品番：COCA-17588　JAN：4549767062389）

### TYPE-E
（品番：COCA-17589　JAN：4549767062396）